# Euglossa cosmodora
Euglossa cosmodora är en biart som beskrevs av Hinojosa-díaz och Engel 2007. Euglossa cosmodora ingår i släktet Euglossa, tribus orkidébin, och familjen långtungebin. Inga underarter finns listade.

## Bildgalleri

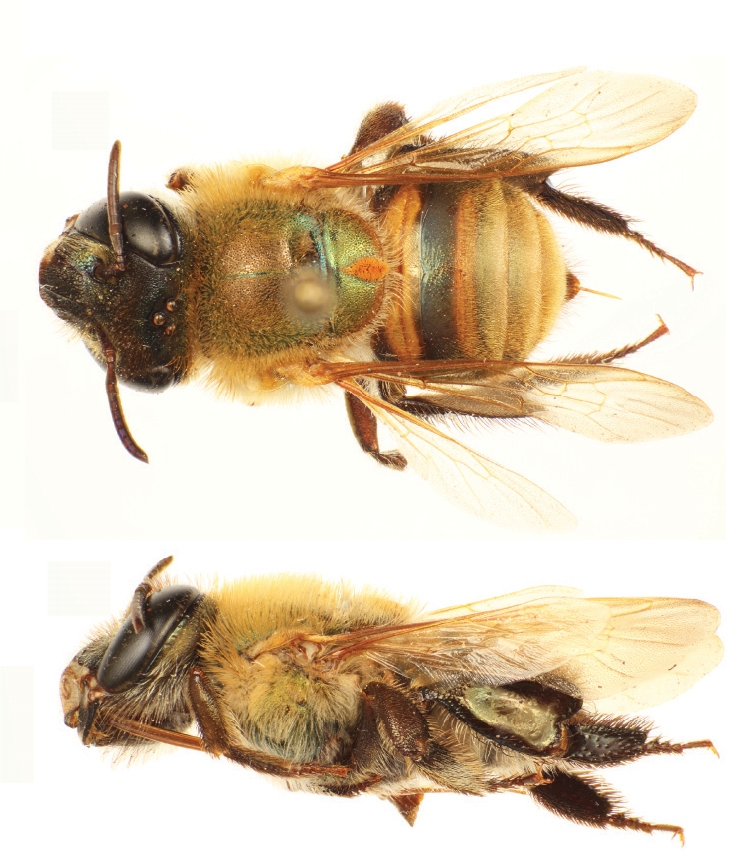
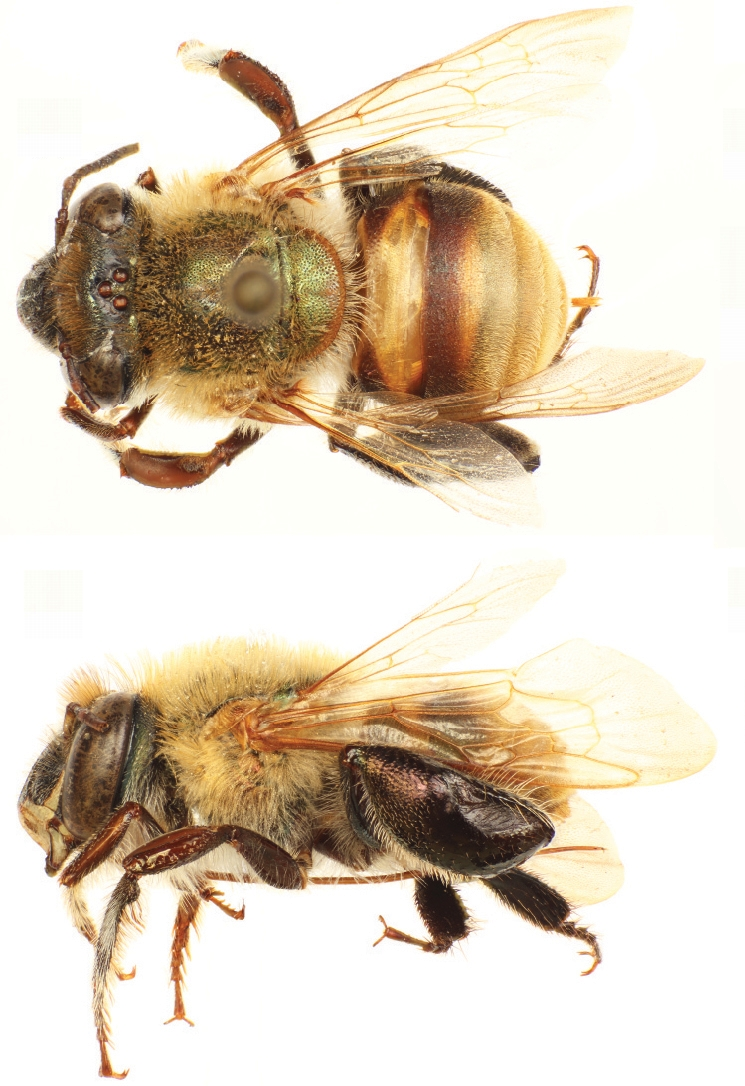